# Smoltification
La smoltification est un processus métabolique qui permet à un poisson d'eau douce anadrome (ex. : saumon, truite de mer) de s'adapter à l'eau de mer. 
Elle représente une phase caractéristique et critique du Cycle de vie de plusieurs espèces de poissons grands migrateurs, et en particulier des salmonidés migrateurs.
Ces adaptations se traduisent par un changement de la forme du corps, mais surtout par de profondes modifications physiologiques, notamment des processus d'ionorégulation qui modifient l'osmorégulation, avec une augmentation des pompes Na + / K + dans les branchies. Chez le saumon, c'est aussi le moment de la coloration argentée de la peau  
Cette smoltification se produit sous les effets combinés d'une cascade d'hormones,,, initiée par la mélatonine,. Simplement en contrôlant la photopériode, c'est-à-dire en trompant le jeune saumon sur la longueur de la durée de la nuit, les salmoniculteurs ont appris à maitriser la smoltification du jeune saumon, ce qui leur permet de l'envoyer plus tôt ou plus tard en ferme marine d'élevage.